# Uit de schaduw
Uit de schaduw is een nummer van de Nederlandse rockband I.O.S. uit 2006. Het is de tweede single van hun vierde studioalbum 4.
Het nummer haalde de 12e positie in de Nederlandse Top 40.

## Trivia
Het lied werd in 2006 gebruikt in de reclame-commercial van de Staatsloterij.